# Groupe Union Défense
Groupe Union Défense (GUD), später Union Défense de la Jeunesse (UDJ) ist eine rechtsextremistische Studentenorganisation in Frankreich und der französischsprachigen Schweiz.

## Geschichte
Die Entstehung der ältesten rechtsradikalen Studentengruppe in Frankreich geht auf die Maiunruhen in Paris 1968 zurück. Damals entstand die „Groupe Union Défense“ (GUD) an der Pariser Universität Panthéon-Assas. Teilweise wurde sie auch zunächst als Groupe Union Droit  (Union Law Group)  bezeichnet, da sie an der juristischen Fakultät entstand. Alain Robert, Robert Allo, Gérard Écorcheville, Hugues Leclère, Jack Marchal und Jean-Noël Prade sind die Gründer der GNU. Zu ihrem Ziel erklärte die Gruppe den "Personenschutz und Gewalt gegen Linksextreme". Als Symbolik wählte die GUD wie andere neofaschistische Gruppen ein weißes Keltenkreuz auf schwarzem Grund.
Frederic Chatillon war Vorsitzender der GUD und wurde später strategischer Berater von Marine Le Pen und Wahlkampfmanager des Front National (FN). Mit dem Erstarken der Jugendorganisation des FN, dem Front National de la Jeunesse, wurde die GUD zunehmend marginalisiert. Als der Sozialist François Mitterrand 1981 zum 21. Präsidenten Frankreichs gewählt wurde, löste sich die GUD offiziell auf. Jedoch formierte sich die Gruppe Anfang der 1990er wieder neu, schlug sich jedoch auf die Seite des weniger populären Rechtspopulisten Bruno Mégret und verlor an Bedeutung. Für die Neugründungen wurden teilweise andere Namen verwandt, da ein Auftreten der GUD von vielen Hochschulen verboten wurde: Union de Défense des Étudiants d'Assas – UDEA (1988) und Union Droit – UD (1995).
2010 kam es zur Wiedergründung. Mittlerweile ist Lyon und die Universität von Lyon der wichtigste Stützpunkt für die GUD. „Lyon ist die Hauptstadt der Leugnung des Holocausts. An den Lyoner Universitäten unterrichteten Revisionisten wie Henri Roques und Robert Faurisson. Der Verleger Jean Plantin, der sich auf revisionistische Schriften spezialisiert hat, ist dort beheimatet“, zitiert die FAZ den Politikwissenschaftler Stéphane François.
Weitere Gruppen der GUD existieren in Paris, der Bretagne und dem Elsass.
Durch die GUD kam es mehrmals zu gewalttätigen Aktionen.
Auf der dem GUD zugeordneten Webseite VoxNR wird Israel als „Schurkenstaat“ verunglimpft. Frankreichs „Nationalrevolutionäre“, heißt es, stünden „auf der gleichen Seite wie die Palästinenser“. Nach dem Angriff der Terrororganisation Hamas auf Israel Anfang Oktober 2023 übernahm die Webseite einen Aufruf für  eine vor allem von der Linken getragene Pro-Palästina-Demo mit dem Slogan „Von Paris bis Gaza: Widerstand!“

## Verbindungen zum Front National
Nach der Wiedergründung der GNU Anfang der 1990er Jahre kam es zu einer Annäherung an den Front National. Nach der Spaltung der Partei zwischen den beiden Führungskräften Jean-Marie Le Pen und Bruno Mégret schlug sich die GUD auf die Seite von Megret. Heute hält sich die GUD an den Rassemblement National von Marie Le Pen. Wie auch internen Dokumenten hervorging, gab es 2011 ein Treffen von Mitgliedern der Front National, verschiedener rechter Aktivisten und dem Lyoner UDJ-Chef Steven Bissuel. Geplant wurden gemeinsame Aktionen und eine aufeinander abgestimmte Pressestrategie.

## Verbindungen zu CasaPound Italia
Die GUD pflegt ein freundschaftliches Verhältnis zur neofaschistischen Bewegung CasaPound Italia und zu deren Jugendorganisation Blocco Studentesco.